# Ан Файн
Ан Файн (на английски: Anne Fine) е английска писателка, авторка на бестселъри в жанровете детска литература, трилър и хумор.

## Биография и творчество
Ан Файн е родена на 7 декември 1947 г. в Лестър, Англия, в семейството на Браян и Мери Лейкър. Баща ѝ е електроинженер в изследователска лаборатория. Има четири сестри, като по-голямата ѝ сестра също е детски писател, а по-малките ѝ са тризначки. Израства във Фаръм, Хемпшир. Учи в гимназия в Нортхемптън, а през 1968 г. завършва с отличие и бакалавърска степен по история и политика Университета на Уоруик.
След дипломирането си се омъжва за философа, и по-късно професор по математика в Нюйоркския университет, Кит Файн. Имат две дъщери – Айони и Корделия. Развеждат се през 1988 г., след което тя живее с партньора си Дан Уорън, специалист по орхидеи.
В продължение на една година работи като учителка, една година в Оксфорд към организацията за борба с бедността „Оксфам“, и една година като учител в затвора в Единбург, Шотландия.
След раждането на дъщеря си Айн през 1971 г. започва да пише литература за деца. Първият ѝ ръкопис е отхвърлен от издателствата. След 5 години тя го представя в литературен конкурс и печели втора награда, след което първият ѝ роман „The Summer House Loon“ е публикуван през 1978 г.
Става известна, след като сатиричният ѝ роман „Мадам Даутфайър“ от 1987 г. е екранизиран в „Мисис Даутфайър“ с участието на Робин Уилямс, Сали Фийлд и Пиърс Броснан. През 2003 г. е направен римейк на филма с участието на Мишел Лееб.
Неколкократно е номинирана за наградата „Карнеги“ и я получава за книгите си „Ококорени очи“ и „Flour Babies“ (Брашнени кукли). Два пъти е за детски автор на годината.
Произведенията на писателката са преведени на 45 езика по света.
През 2003 г. е удостоена с отличието „Орден на Британската империя“ за литературната си дейност. Участва като доброволец към „Амнести Интернешънъл“.
Ан Файн живее със семейството си в замъка Бърнард.

## Произведения
частична библиография

### Самостоятелни романи

#### За деца
- The Summer House Loon (1978)
- The Other Darker Ned (1979)
- The Stone Menagerie (1980)
- Round Behind the Ice-house (1981)
- The Granny Project (1983)
- Scaredy-Cat (1985)
- Anneli the Art Hater (1986)
- Crummy Mummy and Me (1988)
- A Pack of Liars (1988)
- Bill's New Frock (1988)
- Stranger Danger? (1989)
- Goggle-Eyes (1989)
Ококорени очи, изд.: ИК „Пан“, София (2003), прев. Мирослава Николова
- The Country Pancake (1989)
- The Book of the Banshee (1991)
- The Worst Child I Ever Had (1991)
- Design A Pram (1991)
- The Angel of Nitshill Road (1992)
- The Chicken Gave It To Me (1992)
- The Same Old Story Every Year (1992)
- The Haunting of Pip Parker (1992)
- Flour Babies (1992)
- Step by Wicked Step (1995)
- The Tulip Touch (1996)
- How To Write Really Badly (1996)
- Countdown (1996)
- Jennifer's Diary (1996)
- Loudmouth Louis (1998)
- Charm School (1999)
- Roll Over Roly (1999)
- Bad Dreams (2000)
- Notso Hotso (2001)
- Up on Cloud Nine (2002)
- How to Cross the Road and Not Turn Into a Pizza (2002)
- The More the Merrier (2003)
- The True Story of Christmas (2003)
- Frozen Billy (2004)
- It Moved! (2006)
- On the Summer-House Steps (2006)
- The Road of Bones (2006)
- Ivan the Terrible (2007)
- Saving Miss Mirabelle (2007)
- Eating Things on Sticks (2009)
- The Devil Walks (2011)
- Trouble in Toadpool (2012)
- Blood Family (2013)
- On Planet Fruitcake (2013)
- Blue Moon Day (2014)

#### За възрастни
- The Killjoy (1986)
- Madame Doubtfire (1987)
Мадам Даутфайър, изд.: „Емас“, София (2015), прев. Емилия Ничева-Карастойчева
- Taking The Devil's Advice (1990)
- In Cold Domain (1994)
- Telling Liddy (1998)
- All Bones and Lies (2001)
- Raking the Ashes (2005)
- Fly in the Ointment (2008)
- Our Precious Lulu (2009)

### Документалистика
- Telling Tales (1999)
- Meetings with the Minister (2003) – с Бърнард Ашли, Джамила Гавин, Крис Роулинг и Филип Пулман

### Екранизации
- 1993 Goggle Eyes – ТВ минисериал, 4 епизода
- 1993 Мисис Даутфайър, Madame Doubtfire
- 1998 Bill's New Frock – кратък филм
- 2003 Madame Doubtfire – ТВ филм